# Prawit Wongsuwan
Prawit Wongsuwan (en thaï : ประวิตร วงษ์สุวรรณ), né le 11 août 1945, est un ancien militaire et homme d'État thaïlandais. 
Dans sa carrière militaire, il a été commandeur de la 1re région militaire de l'Armée royale thaïlandaise au début des années 2000, puis commandeur en chef de celle-ci de 2004 à 2005. 
Il a été ministre de la Défense à deux reprises : , de 2008 à 2011, sous le gouvernement d'Aphisit Wetchachiwa ; et de 2014 à 2019 dans le gouvernement Chan-o-cha. Il a aussi été vice-chef du Conseil national pour la paix et le maintien de l'ordre (qui avait notamment conduit Chan-o-cha au pouvoir) de 2014 à 2019. 
Il est chef du parti Palang Pracharat depuis le 27 juin 2020, président du Comité national olympique de Thaïlande depuis le 5 mars 2017 et Premier vice-Premier ministre dans les gouvernements Chan-o-cha I et II.
Après la suspension du mandat du général Prayut Chan-o-cha par la Cour constitutionnelle le 24 août 2022, il assure l'intérim du poste de Premier ministre jusqu'au 30 septembre.